# Американо-словенские отношения
Американо-словенские отношения — двусторонние дипломатические отношения между США и Словенией.

## История
США и Словения являются союзниками и надежными партнерами. В 1992 году Словения провозгласила свою независимость от Югославии. В 2004 году Соединенные Штаты поддержали вступление Словении в НАТО, словенские вооружённые силы в рамках этой организации участвовали в вооружённых конфликтах в Афганистане, Сомали, Косово, Боснии и Герцеговине и Ливане.
После того как Словения провозгласила свою независимость, Соединенные Штаты начали тесно с ней сотрудничать и оказывать помощь в восстановлении демократических институтов и рыночной экономики. США приветствовали вступление Словении в Европейский Союз в 2004 году. 

## Торговля
Шаги предпринятые Словенией во время вступления страны в ЕС и НАТО способствовали улучшению правовой, налоговой и таможенной базы. Соединенные Штаты и Словения подписали соглашение о двусторонней торговле и защите интеллектуальной собственности, а также двусторонний инвестиционный договор. Словения участвует в программе безвизового въезда, которая позволяет гражданам стран-участниц пребывать до 90 суток в Соединенных Штатах без получения визы.